# Łeś Kurbas
Łeś Kurbas, właśc. Ołeksandr-Zenon Stepanowycz Kurbas, ukr. Лесь Курбас, Олександр-Зенон Степанович Курбас (ur. 25 lutego 1887 w Samborze, zm. 3 listopada 1937 w Sandarmoch) – ukraiński aktor i reżyser. Jeden z przedstawicieli rozstrzelanego odrodzenia.

## Życiorys
Urodził się w Galicji w rodzinie aktorskiej Stepana i Wandy z Janowiczów. Uczył się w gimnazjum w Tarnopolu, później studiował na Uniwersytecie w Wiedniu i we Lwowie.
Po okupacji Galicji Wschodniej przez armię rosyjską w 1916 przeniósł się na Ukrainę Naddnieprzańską, angażując się do kijowskiego teatru Nikołaja Sadowskiego, jednak bardziej niż grą aktorską zafascynowany był reżyserią. Wokół Kurbasa tworzy się krąg aktorów, który daje początek „Mołodemu teatrowi”. Kurbas poszukuje nowych form wyrazu dla dramatu ukraińskiego – współczesnego i klasycznego.
W lecie 1920 roku wraz z grupą oddanych przyjaciół stworzył „Kijdramte” (Kijowski Teatr Dramatyczny), który jeździł z przedstawieniami po guberni kijowskiej. W 1922 roku założył filozoficzno-polityczny teatr „Berezil” (początkowo z siedzibą w Kijowie, później w Charkowie), współpracując z dramaturgiem Mykołą Kuliszem (w Kijowie wystawił m.in. jego sztukę „Komunę w stepach”) oraz artystą Wadimem Mellerem. Teatr Berezil przekształcił się następnie w Ukraiński Akademicki Teatr Dramatyczny im. Tarasa Szewczenki w Charkowie.
Teatr „Berezil” stał się wkrótce jednym z najpopularniejszych na terenie ZSRR, choć jego przesłanie raczej nie było zrozumiałe dla przeciętnego widza.
W październiku 1933 roku Kurbas został zwolniony z funkcji dyrektora „Berezilu”, za radą przyjaciół wyjechał do Moskwy, gdzie przez pewien czas pracował w Teatrze Żydowskim na Małej Bronnej. 26 grudnia 1933 roku aresztowany przez OGPU, oskarżony o udział w rzekomej ukraińskiej organizacji terrorystycznej, która miała dokonać zamachu na II sekretarza KPU(b) Pawła Postyszewa (tzw. sprawa UWO – mistyfikacja OGPU). 9 kwietnia 1934 skazany w Charkowie na pięć lat łagru. Karę odbywał początkowo w łagrze przy budowie Biełmorkanału w Karelii, później w Sołowieckim Obozie Specjalnego Przeznaczenia (SŁON) na Wyspach Sołowieckich (Sołowkach), organizując w obu obozach przedstawienia teatralne. 9 października 1937 „trójka specjalna” NKWD obwodu leningradzkiego RFSRR skazała jednym wyrokiem listę 1116 więźniów Sołowek na śmierć. Na liście znajdowało się nazwisko Kurbasa. Kurbas zginął w masowej egzekucji wraz z innymi ukraińskimi twórcami i działaczami społecznymi (Mykołą Kuliszem, Ołeksą Slisarenką, Mykołą Zerowem, Myrosławem Irczanem, Pawło Fyłypowyczem, Wałerjanem Pidmohylnym, Wołodymyrem Czechiwskim i in.) 3 listopada 1937 na uroczysku Sandarmoch w Karelii.

## Bibliografia

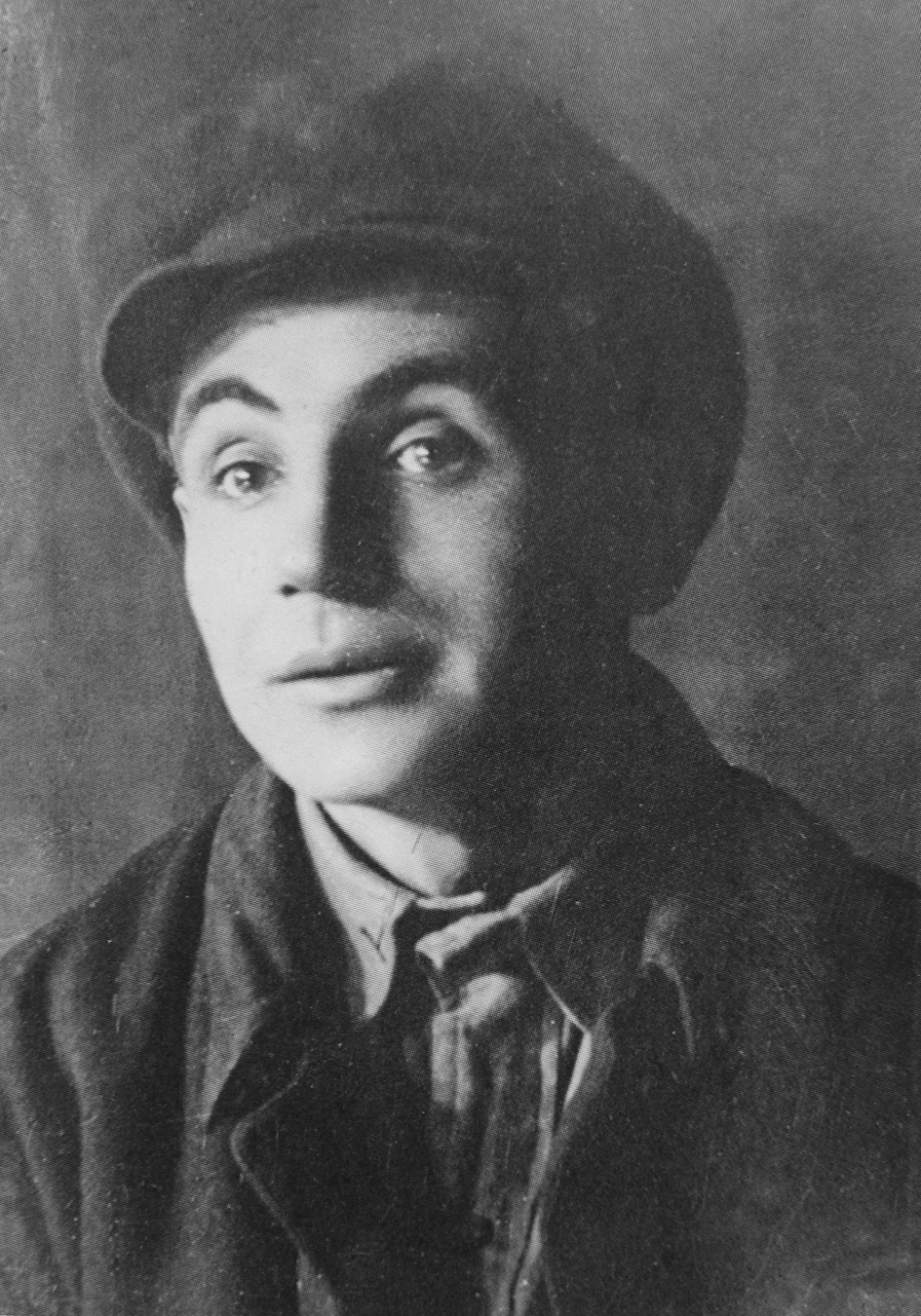
Łeś Kurbas przed 1923
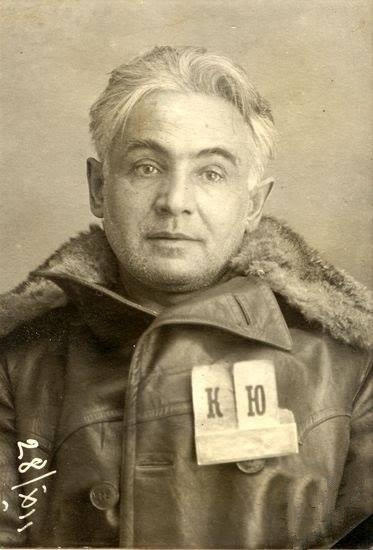
Łeś Kurbas po aresztowaniu przez OGPU 28 grudnia 1933
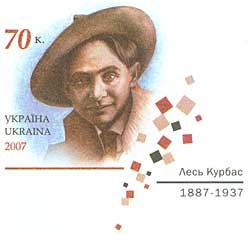
Łeś Kurbas na znaczku Ukrainy